# Kafr Rumah
Kafr Rumah (tiếng Ả Rập: كفر ومة, cũng đánh vần là Kafrumah hoặc Kfar Ruma) là một thị trấn ở phía tây bắc Syria, một phần hành chính của huyện Maarrat al-Nu'man của Tỉnh Idlib. Theo Cục Thống kê Trung ương Syria, Kafr Rumah có dân số 12.276 trong cuộc điều tra dân số năm 2004. Cư dân của nó chủ yếu là người Hồi giáo Sunni. Các địa phương lân cận bao gồm Hass, Syria và Kafr Nabl ở phía tây, Sarjah ở phía bắc, Maarrat al-Nu'man ở phía đông và Hish ở phía nam.
Kafr Ruman chứa tàn tích của người xưa. Trong số đó có một cây cầu bao gồm các phiến được xây dựng trên mười cây cột thay vì kiểu cầu điển hình của cầu La Mã và Byzantine -era ở Levant và các nơi khác, được hỗ trợ bởi các vòm.